# Callosobruchus maculatus
Callosobruchus maculatus är en skalbaggsart som först beskrevs av Fabricius 1775.  Callosobruchus maculatus ingår i släktet Callosobruchus och familjen bladbaggar. Arten förekommer tillfälligt i Sverige, men reproducerar sig inte. Inga underarter finns listade i Catalogue of Life.

## Bildgalleri

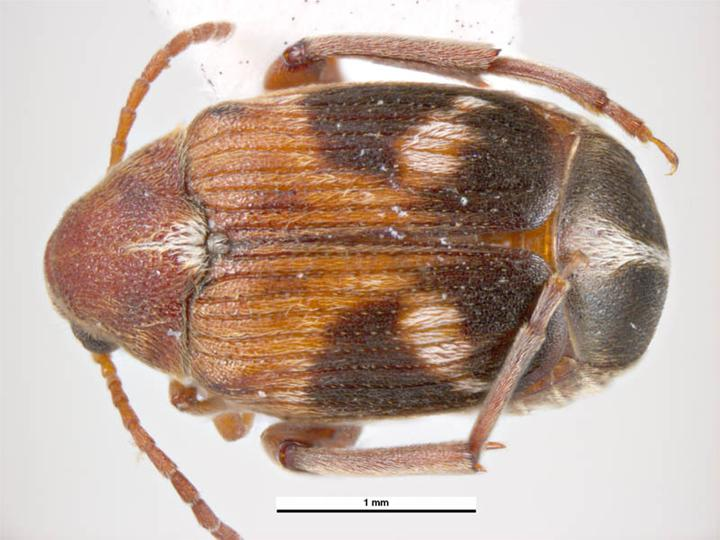
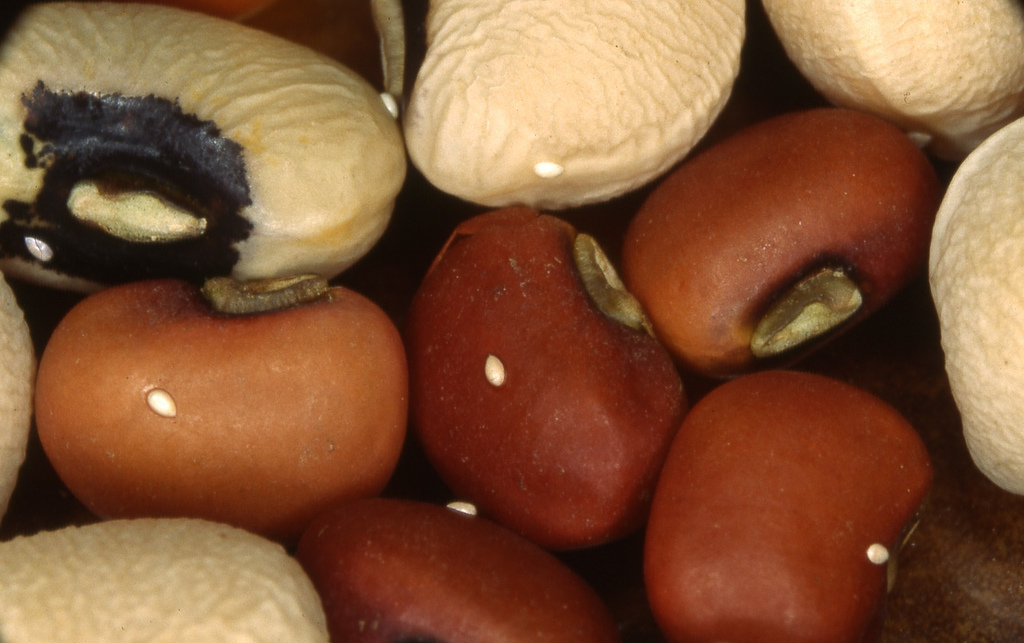
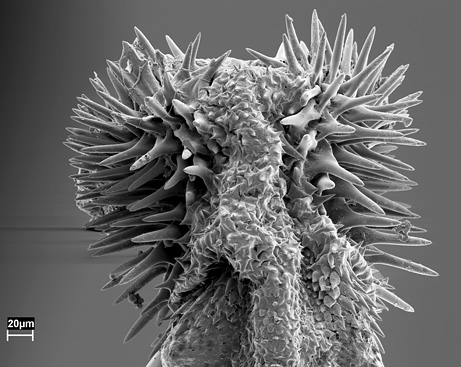
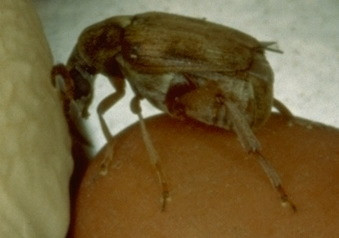
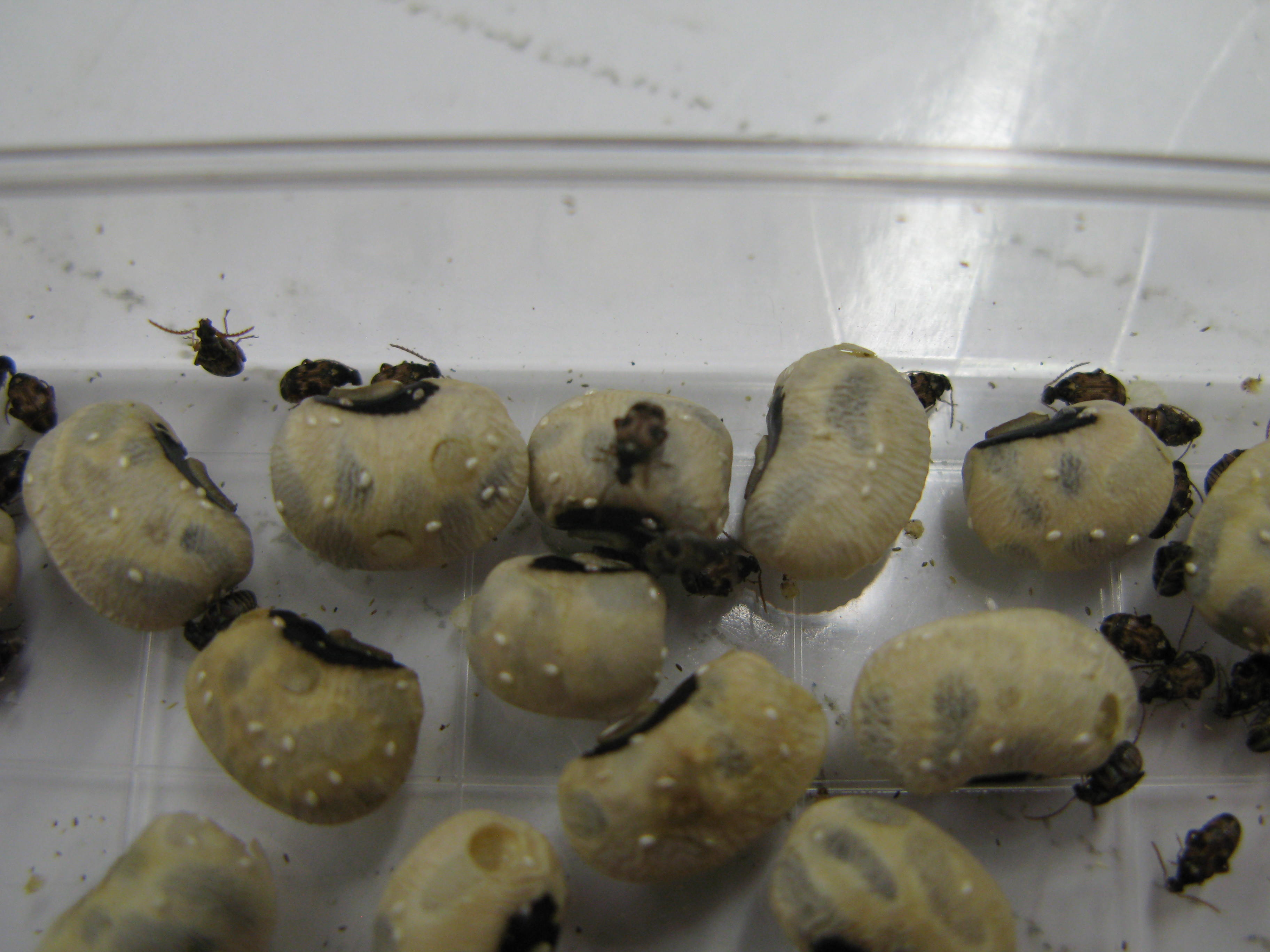
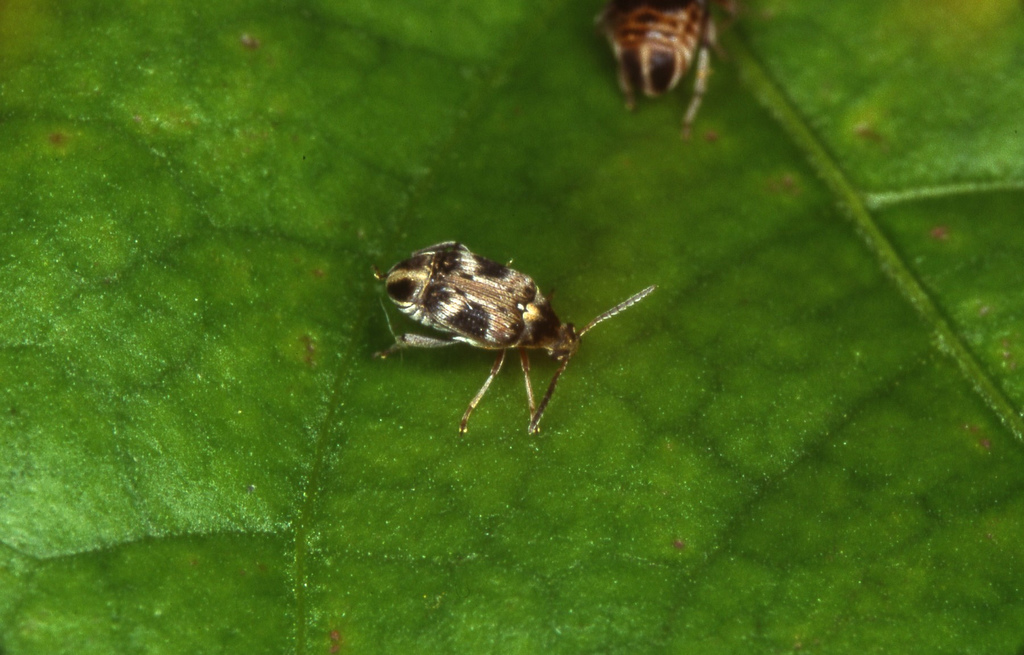